# 岩手県立岩谷堂高等学校
岩手県立岩谷堂高等学校（いわてけんりつ いわやどうこうとうがっこう）は、岩手県奥州市江刺岩谷堂にある公立の高等学校。略称は岩高（いわこう）。

## 設置学科
- 総合学科
  - 2年次より主に就職希望者向け（医療系以外の専門学校希望者を含む）の「A選択」（生活・福祉、生物生産、産業工学、流通情報）と、主に進学希望者向け（公務員希望者も含む）の「B選択」（人文科学、自然科学）の6系列の科目群に分かれる。

## モットー
- 気魄を 誠意を 前進を

## 沿革

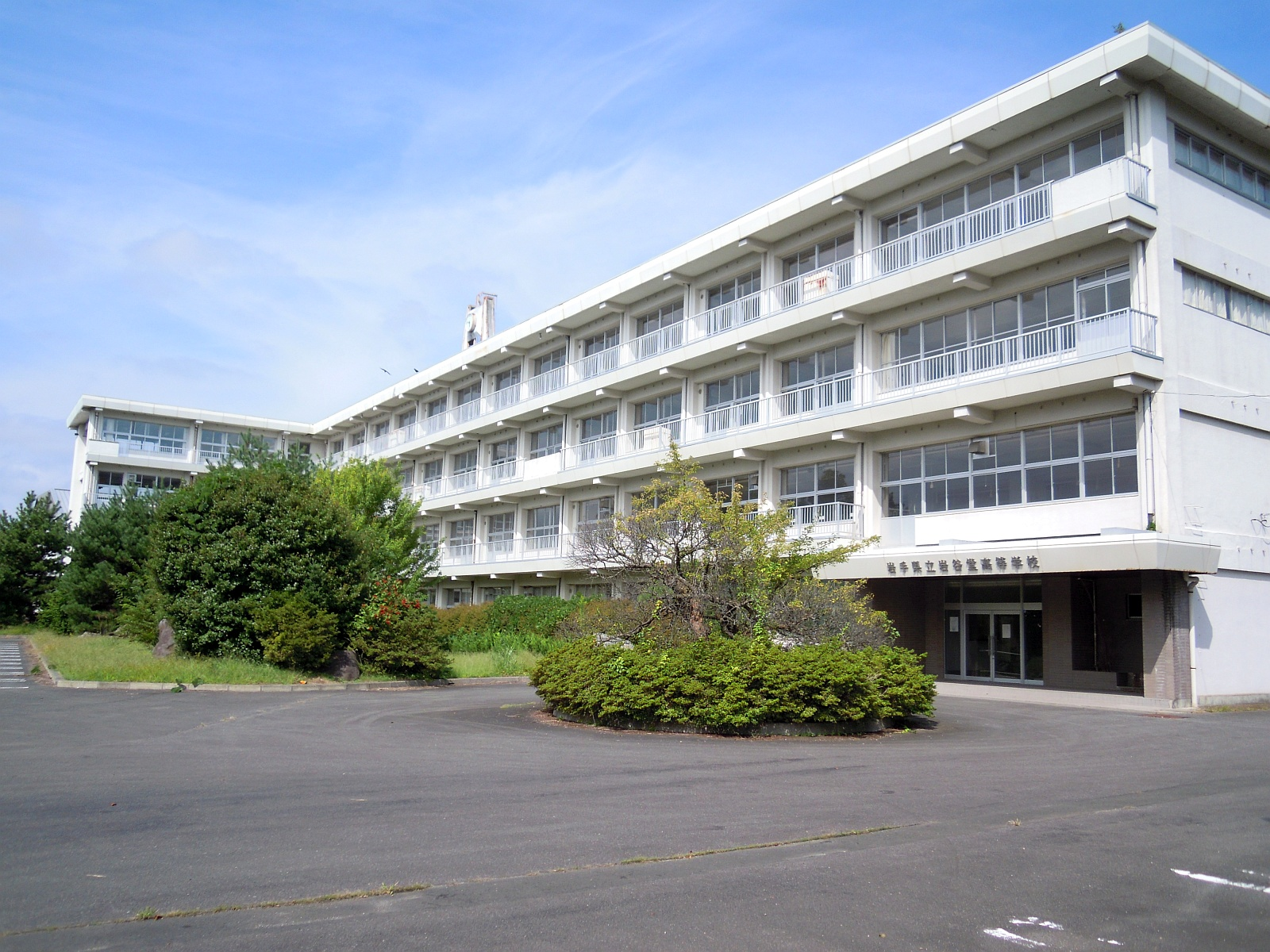
奥州市江刺館山にある統合前の旧校舎（2016年9月）

- 1918年（大正7年） - 岩谷堂町立実科高等女学校を創立。
- 1926年（大正15年） - 岩手県立岩谷堂高等女学校と改称。
- 1948年（昭和23年） - 称号を岩谷堂高等学校に変更、男女共学となる。
- 1971年（昭和46年） - 新校舎落成記念式典挙行。
- 1994年（平成6年） - 普通科、商業科を募集停止。総合学科を新設（全国に新設された総合学科高校7校の一つ）。
- 2009年（平成21年） - 岩手県立岩谷堂農林高等学校と統合し、岩谷堂高等学校となる。校舎を旧岩谷堂農林高校跡地に新築移転。

## 主な出身者
- 勝山海百合 - 小説家
- 菊地かまろ - 漫画家
- 菊池久 - 新聞記者、政治評論家
- 佐藤晨 - 日本画家
- 桂枝太郎 - 落語家
- 吉田達也 - ドラマー・作曲家
- 安部香里 - ローカルタレント・リポーター
- 河内山拓樹 - プロ野球選手
- 鷹觜テル（栄養学者・医学博士　岩谷堂高等女学校卒）

## アクセス
- JR水沢駅から岩手県交通バスで水岩線岩谷堂高校前まで約25分、下車徒歩10分